# Petrosedum
Petrosedum Grulich – rodzaj roślin z rodziny gruboszowatych (Crassulaceae). Obejmuje 14 gatunków. Występują one w regionie śródziemnomorskim oraz Europie Zachodniej i Środkowej. Niektóre gatunki z tego rodzaju uprawiane są jako ozdobne.

## Morfologia

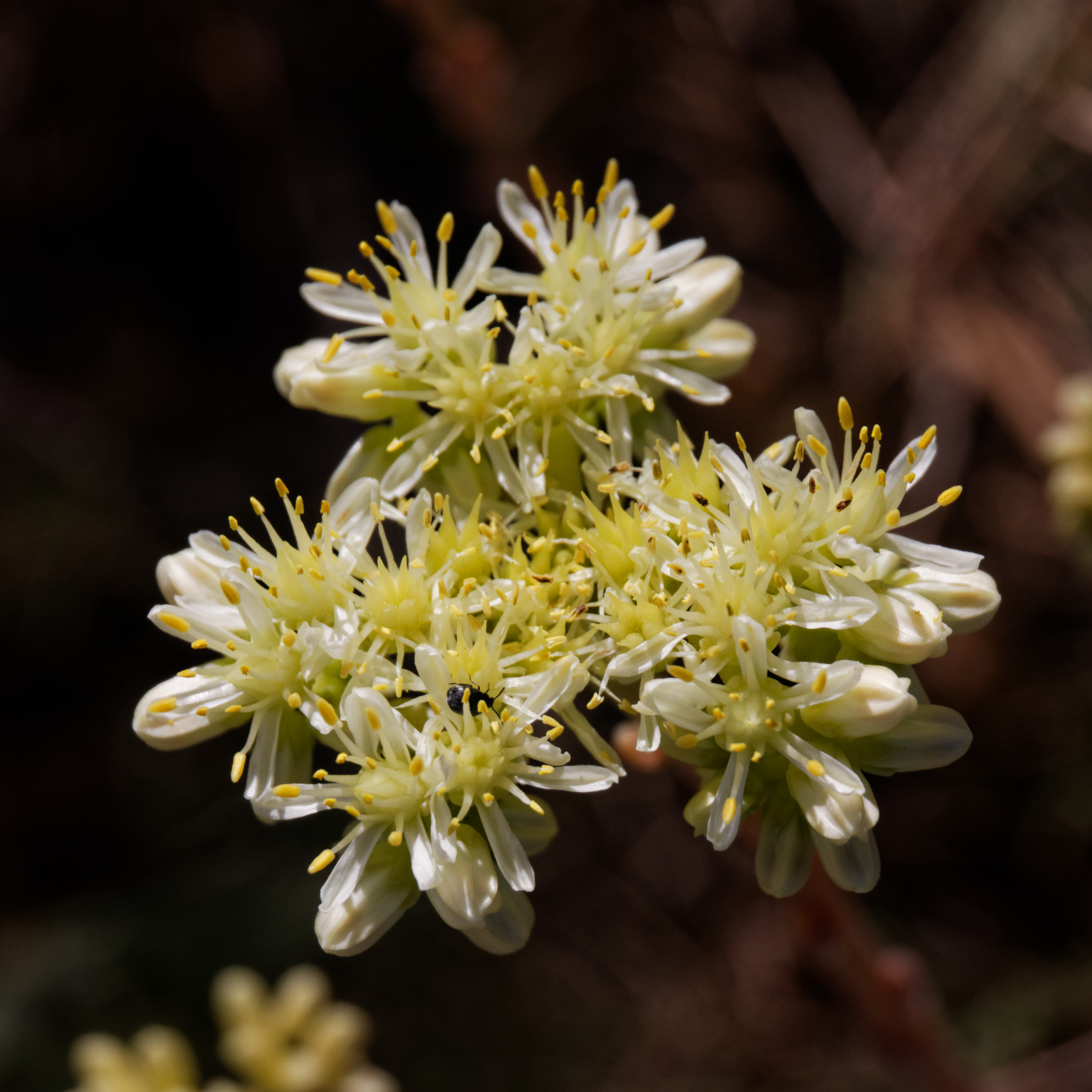
Kwiatostan Petrosedum sediforme

PokrójNagie lub ogruczolone w obrębie kwiatostanu byliny, z pędami wegetatywnymi płożącymi się i korzeniącymi lub podnoszącymi się. Pędy kwiatonośne prosto wzniesione osiągają od 15 do 60 cm wysokości, u podstawy drewnieją.
LiścieSkrętoległe, siedzące, nagie, równowąskie, wałeczkowate lub spłaszczone, na szczycie zaostrzone, czasem ościste.
KwiatyZebrane w kwiatostan wierzchotkowaty złożony z wielu (4–10) lub rzadziej tylko pojedynczych gałązek, w fazie kwitnienia wzniesionych lub przewisających. Kwiaty są krótkoszypułkowe, często wsparte przysadkami, promieniste i obupłciowe. Okwiat złożony jest zwykle z 6–7 listków barwy żółtej lub białawej. Zalążnia wpół dolna, zrośnięta w dole z owocolistków tej samej liczby co listki okwiatu, z wydłużonymi szyjkami.
OwoceWydłużone, wąskie, wzniesione mieszki tworzące owoc zbiorowy.

## Systematyka
Pozycja systematyczna i pochodzenie
Rodzaj z podrodziny Sempervivoideae z rodziny gruboszowatych Crassulaceae. Gatunki tu zaliczane były tradycyjnie włączane do rodzaju rozchodnik Sedum w randze sekcji Acutifolia Haworth lub serii Rupestria Berger in Engler et Prantl. Jako osobny rodzaj opisane zostały po raz pierwszy przez Vita Grulicha w 1984. Późniejsze analizy filogenetyczne potwierdziły odrębność taksonomiczną i monofiletyzm tego taksonu. Tworzy on jeden z 5 głównych kladów w obrębie podrodziny Sempervivoideae wspólnie z gatunkiem Sedum nanum, tworzącym względem tego rodzaju grupę siostrzaną. Niejasna jest pozycja tego kladu – w różnych analizach sytuowany jest albo blisko pozycji bazalnej w podrodzinie, poprzedzony tylko kladem Telephium, albo jako siostrzany względem kladu Aeonium. Grupa koronna rodzaju miała ostatniego wspólnego przodka żyjącego z największym prawdopodobieństwem około 31,93 miliona lat temu. Ostatni wspólny przodek z grupą Aeonium żył około 56,49 miliona lat temu, tj. jeszcze w paleocenie, kiedy nastąpiło stosunkowo szybkie zróżnicowanie ewolucyjne w obrębie gruboszowatych, zachodzące prawdopodobnie na archipelagach Tetydy i Paratetydy.
W obrębie rodzaju częste jest powstawanie poliploidów, zarówno autoploidów, jak i poliploidalnych mieszańców.
Wykaz gatunków
- Petrosedum × affomarcoi (L.Gallo & Afferni) Afferni
- Petrosedum albescens Afferni
- Petrosedum amplexicaule (DC.) Velayos
- Petrosedum × bellardii L.Gallo
- Petrosedum × brevierei (Chass. ex L.Gallo) Afferni
- Petrosedum dianium (O.Bolòs) Afferni
- Petrosedum × elaverinum (L.Gallo & J.-M.Tison) L.Gallo
- Petrosedum erectum ('t Hart) Grulich
- Petrosedum × estrelae Gideon F.Sm. & R.Stephenson
- Petrosedum forsterianum (Sm.) Grulich – rozchodnik Forstera
- Petrosedum × henkii (L.Gallo) Afferni
- Petrosedum × hommelsii ('t Hart) Niederle
- Petrosedum × lorenzoi (Niederle) Niederle
- Petrosedum × luteolum (Chaboiss.) Grulich
- Petrosedum montanum (Songeon & E.P.Perrier) Grulich – rozchodnik skalny
- Petrosedum monteferraticum Niederle
- Petrosedum ochroleucum (Chaix) Niederle – rozchodnik żółtawy
- Petrosedum orientale ('t Hart) Grulich
- Petrosedum × pascalianum (L.Gallo) Afferni
- Petrosedum pruinatum (Link ex Brot.) Grulich – rozchodnik oszroniony
- Petrosedum rupestre (L.) P.V.Heath – rozchodnik ościsty
- Petrosedum sediforme (Jacq.) Grulich – rozchodnik nicejski
- Petrosedum subulatum (C.A.Mey.) Afferni
- Petrosedum tenuifolium (Sm.) Grulich